# Reinaldo Conrad
Reinaldo Conrad est un skipper brésilien né le 31 mai 1942 à São Paulo.

## Carrière
Reinaldo Conrad obtient une médaille de bronze olympique de voile en classe Flying Dutchman aux Jeux olympiques d'été de 1968 à Mexico et aux Jeux olympiques d'été de 1976 de Montréal.